# Nationalpark Sila
 Nationalpark Sila (italiensk: Parco nazionale della Sila) blev etableret i 1997 og dækker et areal på 736,95 km² i bjergkæden Sila i den italienske region Calabrien. De højeste bjerge i nationalparken er Botte Donato (1.928 moh.), i Sila Grande, og Mount Gariglione (1.764 moh.) i Sila Piccola. Et areal på 3.572,94 km² blev i 2020 udpeget til biosfærereservat under UNESCOs Menneske og biosfære-programmet.
Analyser af luften i 2010  viste at et bestemt område i Nationalpark Sila havde den reneste luft i Europa.